# Ташкентский государственный экономический университет
Ташкентский государственный экономический университет (ТГЭУ) (узб. Toshkent davlat iqtisodiyot universiteti; Тошкент давлат иқтисодиёт университети) — один из крупнейших экономических вузов в Республике Узбекистан и в Средней Азии.
В состав университета входят 9 факультетов, кафедры, научно-исследовательские центры, республиканский экономический лицей, экономическая гимназия. Среди выпускников университета — первый Президент Республики Узбекистан Ислам Каримов.

## История
- 1918 год — при Туркестанском народном университете были организованы краткосрочные курсы подготовки специалистов в сфере коммерции[3].
- 1924 год — на базе краткосрочных курсов подготовки специалистов для сферы коммерции при Туркестанском университете был организован Социально-экономический факультет.
- 1925 год — социально-экономический факультет Туркестанского университета преобразован в факультет общественных наук, на базе которого создан факультет местного хозяйства и права.
- 1931 год — принято решение о создании в Ташкенте планового института, который в дальнейшем объединился со Среднеазиатским институтом государственной торговли и кооперации и стал называться Узбекским институтом народного хозяйства.
- 1931 год — 13 августа создан Среднеазиатский финансово-экономический институт, 31 августа переименованный в Ташкентский финансово-экономический институт. Эта дата ежегодно отмечается как День образования Ташкентского государственного экономического университета.
- 1946 год — в состав Ташкентского финансово-экономического института влился Ленинградский учётно-экономический институт, который в годы Второй мировой войны был эвакуирован в Алма-Ату. Открыты два новых факультета: кредитно-экономический и учётно-экономический.
- 1947 год — образован планово-экономический факультет, который стал готовить специалистов для промышленности и сельского хозяйства республик Средней Азии и Казахстана.
- 1948 год — создан вечерний факультет, который начал готовить специалистов-экономистов без отрыва от производства.
- 1955 год — создан заочный факультет, который позже был разделен на общеэкономические и учётно-финансовые специальности.
- 1962 год — Ташкентский финансово-экономический институт переименован в Ташкентский институт народного хозяйства.
- 1967 год — организованы подготовительные курсы, а в 1970 году — подготовительное отделение.
- 1968 год — организован факультет экономической кибернетики. Учебные планы подготовки экономистов были усилены за счет увеличения доли математических дисциплин.
- 1970 год — создан торгово-экономический факультет. Учебные планы и программы бизнес-специальностей были расширены и усилены за счет прикладных бизнес-дисциплин. Значительно возрос диапазон выпускаемых институтом кадров для экономики и бизнеса.
- 1973 год — в составе вечернего факультета был создан филиал при Ташкентском текстильном комбинате. Несколько позже были открыты Самаркандский, Каршинский учебно-консультационные центры, Андижанский и Кокандский филиалы, новые подразделения общеэкономического заочного факультета.
- 1981 год — создан факультет экономики труда и снабжения, который выделился из состава торгово-экономического факультета.
- 1991 год — Указом президента Республики Узбекистан от 6 июня 1991 года Ташкентский институт народного хозяйства был преобразован в Ташкентский государственный экономический университет.
- 1992 год — на базе Андижанского филиала университета создан Андижанский институт экономики и управления[4].
- 2019 год — создан филиал университета в Самарканде[5].

## Современность
В настоящее время Университет представляет собой многопрофильный образовательный центр, осуществляющий подготовку специалистов в области экономики, бизнеса и финансов. Реализуются программы бакалавриата, магистратуры, аспирантуры и докторантуры. Существуют программы двойных дипломов с зарубежными вузами.
В университете обучается свыше 15 тысяч студентов. Здесь работают свыше 600 преподавателей, в том числе 3 академика Академии наук Республики Узбекистан, свыше 50 докторов наук, около 300 кандидатов наук.

### Критика
Согласно опросу, проведенному в 2019 году среди пользователей Telegram-канала «Соседняя махалля» (узб. Qushni mahalla) Ташкентский государственный экономический университет признан одним из самых коррумпированных вузов Ташкента, заняв второе место в опросе.

## Факультеты
В состав университета входят 6 факультетов:
- Факультет экономики
- Факультет международного туризма
- Факультет корпоративного управления
- Факультет финансов и бухгалтерского учёта
- Факультет цифровой экономики
- Факультет маркетинга и логистики

## Ректоры
- 1931—1934 — И. У. Халиков
- 1934—1938 — С. С. Сейдузов
- 1938—1940 — К. А. Сирихов
- 1940—1943 — М. Г. Попов
- 1943—1945 — В. Е. Власенко
- 1945—1947 — Е. А. Каракозов
- 1947—1952 — М. Т. Турсунов
- 1952—1974 — М. М. Кориев
- 1974—1976 — И. И. Искандаров
- 1976—1986 — М. Ш. Шарифходжаев
- 1986—1988 — М. А. Зоидов
- 1988—1998 — С. С. Гулямов
- 1998—2004 — Р. Х. Алимов
- 2004—2006 — С. С. Гулямов
- 2006—2010 — Б. Ю. Ходиев
- 2010—2012 — Н. Х. Джумаев
- 2012—2014 — А. Вохобов
- 2014—2015 — Б. Б. Усманов
- 2015—2016 — М. Р. Болтабоев
- 2016—2019 — Б. Ю. Ходиев
- 2019—2024 — К. А. Шарипов
- С 2024 — Т.З Тешабаев[9]